# Teresa de Saldanha
Teresa Rosa Fernanda de Saldanha Oliveira Juzarte Figueira e Sousa (Lisboa, 4 de septiembre de 1837 - ibidem, 8 de enero de 1916) fue una noble, pintora, escritora, mística, y religiosa católica portuguesa, terciaria dominica, fundadora de la Congregación de las Hermanas Dominicas de Santa Catalina de Siena y restauradora de la vida religiosa en Portugal. Es considerada venerable en la Iglesia católica.

## Biografía
Teresa Rosa Fernanda de Saldanha Oliveira Juzarte Figueira e Sousa nació en Lisboa el 4 de septiembre de 1837, en el seno de una familia noble. Sus padres fueron João de Saldanha Oliveira Juzarte Figueira e Sousa, conde de Rio Maior, y María Isabel dos Prazeres de Sousa Botelho Mourão y Vasconcelos. En 1856 decidió consagrar su vida a Dios y en 1862 fundó un colegio para niñas pobres, intitulado a Santa Marta, con la ayuda de las Hijas de la Caridad de San Vicente de Paúl. Ese mismo año, las vicentinas fueron expulsadas de Lisboa, razón por la cual, Teresa se ve forzada a instituir la Asociación Protectora de Niñas Pobres, para la atención del colegio. Con el fin de prepararse mejor y llegar a ser religiosa, viajó a Inglaterra en 1866, para profesar como religiosa de las Dominicas de Nuestra Señora del Rosario y de Santa Catalina de Siena.
En 1868, Teresa regresó a Lisboa y estableció la Congregación de las Hermanas Dominicas de Santa Catalina de Siena, siendo el primer instituto de religiosas fundado en Portugal, luego de las supresiones de los siglos XVIII y XIX. Por este motivo es considerada restauradora de la vida religiosa en esa nación. Con la aprobación diocesana de 1887, se dedicó a la expansión del instituto y a la fundación de asilos, colegios y dispensarios para la protección de los más desfavorecidos. Sin embargo, a causa de las leyes antirreligiosas, la fundadora tuvo muchos problemas para mantener la presencia en Portugal. Muchos de sus bienes fueron confiscados y ella se recluyó en una pequeña casa de Lisboa, donde murió el 8 de enero de 1916.
De Teresa de Saldanha se conservan algunas obras pictóricas, enmarcadas en romanticismo y estudiadas por António Quadros. Además algunos de sus escritos fueron estampados después de su muerte, marcados especialmente por la mística del siglo XIX.

## Culto
La causa para la beatificación y canonización de Teresa de Saldanha fue introducida en el patriarcado de Lisboa el 6 de noviembre de 1999, con el nihil obstat del cardenal José da Cruz Policarpo. El 17 de noviembre de 2001 fue clausurado el proceso diocesano y la competencia pasó a la Santa Sede. El 14 de diciembre de 2015, el papa Francisco la declaró venerable y, según el proceso en la Iglesia católica, se espera a un milagro, atribuido a su intercesión, para la beatificación.